# Siluranodon
Siluranodon is een monotypisch geslacht van straalvinnige vissen uit de familie van de glasmeervallen (Schilbeidae).

## Soort
- Siluranodon auritus (Geoffroy Saint-Hilaire, 1809)